# Kamila Król
Kamila Elżbieta Król (ur. 28 kwietnia 1992 w Warszawie) – polska urzędniczka państwowa, w latach 2022–2023 podsekretarz stanu w Ministerstwie Rozwoju i Technologii.

## Życiorys
Studiowała na Wydziałach Prawa i Administracji oraz Dziennikarstwa i Nauk Politycznych Uniwersytetu Warszawskiego, uzyskiwała licencjat na kierunkach europeistyka (2014) oraz samorząd terytorialny i polityka regionalna (2015). W 2017 obroniła natomiast magisterium z prawa finansowego i skarbowości. Od 2018 do 2020 pracowała w Biurze Prezesa Rady Ministrów w ramach Kancelarii Prezesa Rady Ministrów, odpowiadając m.in. za kwestie członkostwa w Unii Europejskiej i spraw zagranicznych. Od 2020 zatrudniona w Ministerstwie Rozwoju i Technologii, początkowo w Departamencie Jednostek Nadzorowanych i Podległych oraz w Departamencie Dialogu i Partnerstwa Społecznego, zajmując się m.in. rzemiosłem i szkolnictwem zawodowym. Następnie przeszła do Departamentu Gospodarki Cyfrowej MRiT, zajmując się koordynacją i zarządzaniem projektami. 16 maja 2022 powołana na stanowisko podsekretarza stanu w tym resorcie, gdzie odpowiada za politykę przemysłową i innowacyjną oraz sprawy europejskie, które pełniła do 13 grudnia 2023.